# Llista de personatges de Médico de familia
|  | Aquest article tracta sobre la llista de personatges. Vegeu-ne altres significats a «Médico de familia». |

## Família Martín
- Nacho Martín Villar (Emilio Aragón): Metge de professió. Treballa en un centre de salut. Vidu d'Elena, que va morir en un accident de trànsit. Del seu primer matrimoni té tres fills: María, Chechu i Anita. Té una relació amb Irene, amb qui està a punt de casar-se. Poc després es casa amb Alicia, germana de la seva primera dona i amb ella té dos fills bessons: Manu i Elena. A l'última temporada treballa a l'UVI Mòbil. Tanta dedicació a la feina provoca una crisi en el seu matrimoni però ho aconsegueixen superar.
- Alicia Soller Moreno (Lydia Bosch): Periodista. Treballa al principi en un diari. Més endavant treballarà a la ràdio i a la televisió. És la germana d'Elena, la primera dona de Nacho. S'adona que sent alguna cosa pel seu cunyat. Està a punt de casar-se amb Sergio, però cancel·la la boda quan ell li pega. Té molt bona relació amb els seus nebots, sobretot amb María. Nacho se li declara quan está pujant a un avió cap a Àfrica. Quan torna comencen una relació. Poc després es casen i tenen dos fills bessons: Manu i Elena. A l'última temporada deixa a Nacho per dedicar massa temps al treball, però finalment torna amb ell.
- Manolo Martín (Pedro Peña):Ferroviari jubilat. És vidu i viu amb el seu fill Nacho. Estima molt els seus nets i s'avé molt amb Chechu. Té una altra filla, Carmen, i un germà als Estats Units. El seu millor amic és Matías: No té molt bona relació amb la seva consogra Consuelo. Durant la sèrie arriba a tenir alguna nòvia, la professora de piano Maite, però no arriba a tenir cap relació seriosa.
- María Martín Soller (Isabel Aboy): Filla més gran de Nacho. Té molt bona relació amb la seva tia Alicia. Triga bastant a acceptar Irene quan surt amb el seu pare. És bona estudiant i no té gaires problemes per aprovar. La seva millor amiga és Ruth. Té alguns novios, però el més important és Roberto "Rulas", un noi conflictiu que li provoca més d'un enfrontament amb el seu pare.
- Chechu Martín Soller (Aarón Guerrero): Segon fill de Nacho. Un poc entremeliat i amb poc interès en els estudis. Només pensa a jugar amb els seus amics, als videojocs i veure la televisió. Quan arriba a l'adolescència, les noies comencen a ser la seva principal preocupació. El seu primer amor va ser Susi i el seu millor amic, Andrés.
- Ana Martín Soller "Anita"  (Marieta Bielsa): Filla més petita del primer matrimoni de Nacho. Quan comença la sèrie té dos anys i va creixent alhora que comença a parlar. Quan Alicia es casa amb el seu pare, la considera la seva mare. Arriba a estar gelosa quan han de néixer els seus germant petits. A mitjan sèrie, té una nova companya de jocs: Luisa, la neboda de Juani.
- Manuel Martín Soller i Elena Martín Soller (Temporades 6-9): Fills bessons del segon matrimoni de Nacho amb Alicia.
- Alberto Fernández Martín (Iván Santos): Nebot de Nacho. S'escapa de la seva casa a A Coruña quan els seus pares se separen i el volen portat a un internat. La seva mare, Carmen, el deixa a viure amb el seu oncle. Al principi va a l'institut i més endavant es matricula a la Universitat. També treballa amb Alfonso i Poli. Durant una època freqüenta males companyies, fins que una nit tenen un accident en el qual un amic seu, Lucas, resta paralític. Surt amb diverses noies: Inés, Gema i Ruth, que el deixa quan s'assabenta que l'ha enganyat amb una dona més gran.
- Consuelo Moreno (Gemma Cuervo): Mare de Alicia i àvia de María, Chechu, Anita, Manu i Elena. Li preocupen molt les aparences i quedar bé amb les seves amigues. Es divorcia del seu marit, Nicolás, quan s'adona que té una amant des de fa dos anys. Durant un temps surt amb un home, Frutos. Amb el seu consogre Manolo no té molt bona relació a causa dels diferents caràcters que tenen. Se'n va a viure a Marbella, però torna quan s'adona que està sola i no té cap amiga.
- Alfonso Martín (Antonio Valero) (Temporades 4-9): Cosí de Nacho, pilot de professió. Té problemes d'apnea i deixa de pilotar avions. S'associa amb Poli i obren junts una botiga de revelat de fotos. Més endavant la substitueixen per una cafeteria. Té moltes relacions amb dones. La més estable és la que té amb Inma. Aquest personatge apareix per ocupar el buit que havia deixat Julio.
- Nicolás Soller (Carlos Ballesteros) (Temporades 1-3). Era el marit de Consuelo, pare d'Alicia i avi dels nens. Va desaparèixer de la sèrie després que la seva dona descobrís que l'enganyava amb una amiga seva i decidís divorciar-se.
- Carmen Martín (Susi Sánchez) i Marcos Fernández (Juan Gea). Matrimoni divorciat, pares d'Alberto. Vivien a la Corunya però van aparèixer en alguns capítols de la sèrie.

## Amics
- Juani Ureña (Luisa Martín): Assistenta a la casa dels Martín. Natural de Sanlúcar de Barrameda. No té pares, però la seva tieta Paca és com una mare per a ella. Estima molt tota la família. Té un xicot de tota la vida, Poli, amb qui arriba a casar-se. Li toca cuidar una neboda seva, Luisa. A l'última temporada l'operen d'un tumor a l'úter, per la qual cosa no pot tenir fills.
- Hipólito Moyano "Poli" (Antonio Molero): Xicot de Juani i més endavant el seu marit. Li costa molt trobar un treball fix: al principi realitza obres a on li demanen, més endavant treballa de vigilant en un aparcament. Després s'associa amb Alfonso per obrir una botiga de fotos i més endavant una cafeteria. Comparteix pis amb Marcial fins que es casa. Acull a casa seva a Luisa, la neboda de Juani. Anima molt a la seva dona quan l'operen d'un tumor i li diuen que no podrà tenir fills.
- Inma (Isabel Serrano) (Temporades 3-9): Cap d'Alicia i també la seva millor amiga, primer a la ràdio i més endavant a la televisió. És una dona de caràcter, molt exigent en el treball amb ella mateixa i amb els altres. Té una relació amb Alfonso.
- Julio Suárez (Francis Lorenzo) (Temporades 1-3): Amic de Nacho de tota la vida. Es passa quasi tot el dia a casa seva. Va amb moltes dones. Al principi treballa venent cotxes i quan perd el treball comença a treballar a l'emissora de ràdio d'Alicia com comerciant de publicitat. Com passa tant temps amb Alicia, s'adona que sent alguna cosa per ella i quan se li declara i ella el rebutja, decideix anar-se'n a treballar a Mèxic i no torna a aparèixer més a la sèrie. Abans havia tingut un desengany amoròs amb una antiga amiga, Isabel, que el va deixar quan va saber que estava embarassada de la seva anterior parella, amb qui va decidir tornar.
- Matías Poyo (Luis Barbero): Jubilat i millor amic de Manolo. La seva família viu als Estats Units i quasi mai els veu. Amb Manolo sempre es veuen per a jugar partides de cartes. Quan perd la casa, es trasllada a viure amb Marcial.
- Ruth (Paula Ballesteros): Millor amiga, inseparable i confident de María, que la coneix de seguida d'arribar nova al barri. Passa molt temps a la casa dels Martín, on és quasi una més. És filla de pares divorciats i no gaire bona estudiant. S'enamora d'Alberto des del principi i tot i tenir altres xicots, finalment el cosí de María s'enamora d'ella i surten junts una temporada. No obstant això, quan sap que l'ha enganyat amb una amiga d'Inma més gran que ell, Laura, Ruth li diu que ja no sent res per ell i el deixa.
- Roberto "Rulas" (Miguel Ángel Tocado) (Temporades 5-9): Amic d'Alberto. Al principi exerceix una mala influència per a ell, fins que, per la seva culpa, Lucas té un accident en el qual esdevé paraplègic i tots li donen l'esquena. Ell se'n penedeix del que ha fet i l'única que s'interessa per ell és María, amb qui comença a sortir. Els problemes a casa seva (el seu pare té problemes amb el joc) i l'oposició de la família de María (especialment Alberto) a que estiguin junts els fa estar separats durant un temps, però al final tornen a estar junts i la família s'adona que en realitat, és un bon noi.
- Lucas (César Lucendo). Amic d'Alberto a qui va conèixer a través d'Inés, amb qui anava a la universitat. Esdevé paraplègic com a conseqüència d'un accident de cotxe per una imprudència de Rulas. Li va costar acceptar la nova situació, però ho va aconseguir amb l'ajut dels seus amics, en especial de María i Alberto, que es va sentir culpable pel que va passar i fins i tot va tornar amb una antiga relació, Lucía.
- Lucía (Eva Marciel). Antiga xicota de Lucas amb qui es va tornar a trobar poc després de tenir l'accident que el va deixar en cadira de rodes. Va ser una gran ajuda per a ell i van tornar a estar junts.
- Luisa (Estefanía Falcón) (Temporades 7-9): Neboda de Juani, que l'acull a casa seva quan la seva mare se'n va a treballar a l'estranger. Passa molt temps a casa dels Martín i es fa la millor amiga d'Anita. Passa un mal moment quan Juani es posa malalta i és operada, ja que li conten que se n'ha anat a una fira i ella creu que no la tornarà a veure, com va passar amb la seva mare.
- Andrés (Daniel Luque) (Temporades 3-9). És el fill dels veïns dels Martín, germà de Gema i es converteix en el millor amic i company d'aventures de Chechu durant quasi tota la sèrie.
- Susi (Alicia Beisner), David (David Carrillo), Luis (Marcos Cedillo), Ramón (Elio González). Alguns dels amics de Chechu, a més d'Andrés, durant la sèrie.
- Gema (Berta Casals). L'altra filla dels veïns i germana d'Andrés. S'encapritxa amb Alberto i aconsegueix fer amb ell el que vol fins que ell enganya a la seva xicota Inés amb Gema i ella el deixa. María i, en especial Ruth, no els cau bé.
- Inés (Eva Serrano). Va ser la xicota d'Alberto durant bastant temps fins que la va enganyar amb Gema. Al principi era una noia problemàtica, que va tenir anorèxia i una agressió sexual. A través d'ella, Alberto va conèixer Lucas, ja que eren companys a la universitat.
- Lorenzo (Carlos Lucas) i Cipriano (Quiliano de la Fuente). Amics de Matías i Manolo i companys en les partides de mus que organitzaven.
- Clara Nadal (Belén Rueda) (Temporada 5): Fotògrafa, antiga amiga de Nacho. Apareix poc abans que Nacho es casi amb Alicia. Alicia arriba a estar gelosa d'ella i a replantejar-se la boda amb Nacho. Se’n va quan veu que no té cap possibilitat amb Nacho. Passa a ser un personatge de Periodistas.

## Centre de Salut Ballesol
- Gertrudis Yunquera "Gertru"  (Lola Baldrich): Enfermera en el centre de salut de Nacho, de qui és bona amiga i confident. Comparteix pis amb Irene, amb Óscar i més endavant amb Marta. Té diverses relacions: amb Tente, que està en coma durant un temps i després el deixa. Durant uns mesos se'n va a Tanzània a col·laborar amb una ONG. Quan torna, comença a sortir amb Ramón, col·laborador de l'ONG, però ho deixen quan sap que està embarassada com a conseqüència d'una aventura amb un desconegut abans que comencessin a sortir. Ell li ofereix fer-se càrrec del nadó i li demana per casar-se, però ella el rebutja. Al final de la sèrie té una nena.
- Marcial González (Jorge Roelas): Ocupa la plaça de zelador del centre de salut, tot i que al principi de la sèrie era company d'obres del seu amic i company de pis Poli. Amb ell es va enfadar precisament perquè Poli també havia optat a la plaça de zelador. Sempre planeja algun negoci i es distreu amb molta facilitat. Borja sempre el renya però en el fons tots l'estimen molt. Quan Poli es casa amb Juani, Matías se'n va a viure a casa seva. Al principi li agrada Gertru, però ella a ell no. Durant un temps té una nòvia, Raquel, que el deixa per un altre. En les últimes temporades surt amb Eva, la neboda de Borja. Com a companys a la recepció del centre té primer a Paco i després a Ernesto, aquest últim viatja amb ell en el cotxe que té un accident que li costa la vida.
- Borja Pradera (José Ángel Egido): Coordinador del centre de salut. És bastant estricte amb els que hi treballen, però té bona relació amb ells i és un bon amic de Nacho. Té una malaltia de ronyó i va bastant de temps a diàlisi, que és quan Ángel el substitueix com a coordinador fins que aconsegueix que li facin un transplant. Arriba a tenir problemes amb la seva dona a causa de les infidelitats, tot i que al final aconsegueixen solucionar-ho. Eva, la nòvia de Marcial, és la seva neboda.
- Irene Acebal (Ana Duato) (Temporades 1-4):Pediatra que coneix Nacho en una cita organitzada per Alicia i Julio durant la primera temporada. A la següent s'incorpora al Centre de Salut i comencen una relació. Quan la desplacen en el treball, va a Almeria a treballar temporalment fins que aprovi l'oposició a la plaça. Nacho li demana que es casi amb ell i ella accepta per quan torni. No obstant això, quan torna sent que alguna cosa ha canviat. Nacho es vol casar immediatament i ella vol fer un màster. Trenquen la relació i ella se'n va del centre de Salut quan és nomenada coordinador. A més, en la seva relació sempre es va trobar amb l'oposició de María, tot i que la relació amb la filla gran de Nacho va canviar quan Irene va tenir un important accident de cotxe.
- Paco Díaz (Jorge Jerónimo) (Temporades 1-8): Bidell del Centre de Salut, company de tauler de Marcial. És el més vell i aficionat al Atletic, partits que sempre comenta amb Nacho. A la penúltima temporada es jubila, encara que reapareix posteriorment en el capítol del funeral de Marcial, al que assisteix.
- Marta Sena (Mónica Aragón) (Temporades 5-9): Metgessa que comença a fer pràctiques en el Ballesol. El seu pare és cardiòleg i vol que ella es dediqui al mateix, però ella descobreix que la medicina familiar és el que li agrada. Al principi té nòvio de sempre, però talla amb ell. Li agrada Luis i té una breu relació amb ell, però cap dels dos s'atreveix a fer el pas definitiu.
- Luis Fernández (Antonio Castro) (Temporades 6-9):Pediatra, que s'incorpora al centre després d'haver-se divorciat. Al principi, Gertru i Marta lluiten per ell. Té una aventura amb Marta, però no va a més, tot i que a l'últim capítol semblen estar molt bé.
- Óscar Sanz(José Conde) (Temporades 3-5): Metge homosexual. Durant un temps comparteix pis amb Gertru. Deixa d'aparèixer sense donar-se gaires explicacions.
- Ángel Valverde (Jordi Rebellón) (Temporades 6-9): Coordinador que substitueix Borja quan està de baixa. Té molts problemes amb els metges degut als seus aires de superioritat. Fins i tot s'enfronta amb Nacho per intentar conquistar Alicia.
- Nuria Cañadas(Mapi Galán) (Temporada 9):Metgessa Cap de l'UVI 12. Té una bona relació amb Nacho. Té un germà drogoaddicte i Nacho l'ajuda quan els seus nebots tenen problemes. És, en part, causant dels problemes entre Nacho i Alicia perquè ella està gelosa del temps que el seu marit passa amb Nuria.
- Laura Mengíbar (Paula Sebastián) (Temporades 1-2): Doctora del centre de salut. És divorciada i amb una filla. Quan li demana a Nacho que es faci passar pel seu nòvio, davant el seu ex marit, descobreix que li agrada, però no li correspon. Marxa del centre quan passa un mal moment perquè el seu ex marit li reclama la custòdia de la filla.
- Mariano (Juan Polanco). (Temporades 1-2): Doctor que apareixia en les primeres temporades. Va ser acusat d'assetjament sexual a una pacient, tot i que es va demostrar que les acusacions eren falses. Va deixar d'aparèixer a la sèrie sense cap explicació.
- Ernesto (Alberto Domínguez-Sol). (Temporades 5-9): Zelador amb la síndrome de Down. Tots els companys del centre de salut se l'estimen molt. Va ser el primer actor amb síndrome de Down que va interpretar un paper fix en una sèrie de televisió a Espanya.

## Altres
- Paca (Marisa Porcel). És la tieta de Juani, que arriba del poble a passar una temporada i arriba a viure a la casa que la seva neboda comparteix am Poli i Luisa. Li agrada manar i organitzar i arriba a pensar que Manolo sent atracció per ella. Treballa de cuinera a l'Alabama. Poli la veu com una sogra.
- Raquel (Mariola Fuentes) (Temporades 4-6): Va ser la primera nòvia de Marcial a la sèrie. Era perruquera i, tot i que al principi a Juani no li queia bé, es van fer bones amigues. Va deixar Marcial quan es va enamorar d'un altre home i va marxar amb ell.
- Eva (Paloma Catalán) (Temporades 6-9): La segona i definitiva nòvia de Marcial. Era neboda de Borja i es van conèixer accidentalment quan Marcial la va confondre amb la noia amb qui s'havia citat mitjançant una agència matrimonial on va acudir després de deixar-ho estar amb Raquel. Va treballar de dependenta a la botiga de fotos d'Alfonso i Poli.
- Sergio (Jaime Blanch) (Temporades 1-2): Va ser parella d'Alicia i van estar a punt de casar-se. Ell estava gelós de l'estreta relació entre ella i el seu cunyat i una nit li va pegar després d'haver begut, per la qual cosa ella va tallar la relació.
- Tente (Jorge Bosch) (Temporades 3-4): Nòvio de Gertru durant una temporada. Es va instal·lar a casa seva quan vivia amb Irene, però Gertru es va cansar de la seva desorganització i irresponsabilitat i el va deixar. Poc després va patir un accident i com a conseqüència va estar un temps en coma. Després va despertar, però la relació no va anar endavant.
- Ramón (Santiago Nogués) (Temporades 7-9): Va ser el segon pretendent de Gertru. Van estar junts i ell li va demanar per casar-se i fer de pare per al seu fill quan la infermera es va embarassar d'un altre home, però ella no va acceptar i Ramón va aparèixer més tard amb nova parella.
- Vicente (Antonio Gamero) y Marga (Eva León). (Temporades 1-2) Eren els veïns dels Martín en les primeres temporades. Eren molt xafarders i sempre es volien assabentar del que passava a la família. Quan van desaparèixer, la família d'Andrés i Gema van ocupar la seva casa.
- Merche (Julia Torres) (Temporades 3-4): Mare d'Andrés i Gema. Tot i que ells es van mantenir més temps a la série, el seu personatge només va aparèixer durant dues temporades, en les que es va fer molt amiga de Juani.
- Ferran (Ferrán Botifoll).(Temporades 3-4): Primer tècnic de ràdio del programa d'Alicia. Va estar dues temporades a la série, però va ser despatxat quan es va descobrir que robava material de l'emissora perquè tenia problemes amb les drogues.
- Javi (Vicente Martín).(Temporades 4-7): Tècnic de ràdio que substitueix Ferran en el programa d'Alicia.
- Frutos (Tomás Sáez) (Temporades 4-6): Nòvio de Consuelo durant una temporada. La família no es fiava d'ell, perquè creien que es volia aprofitar dels diners d'ella i, més, la diferència d'edat entre ells era important. Tot i que van continuar endavant, es van arribar a separar.
- Isabel (Alejandra Torray) (Temporada 2): Antiga companya d'institut de Nacho i Julio, amb qui es van tornar a trobar en una reunió amb els antics amics. Va començar a sortir amb Julio, però el va deixar per tornar amb el seu recent ex-marit quan va saber que esperava un fill seu.
- Benita (Mercedes Aguirre). La mare de Poli. Va aparèixer a la sèrie en diverses ocasions. No s'avenia gaire amb la tia de Juani, Paca.
- Lamata (Vicente Díez). Antic company de col·legi de Nacho, el qual no podia veure i, per desgràcia de Nacho, es converteix en el seu nou veí a la temporada 6.
- Pelao (Mané). Era el cosí de Juani, que va aparèixer diverses vegades al llarg de la sèrie.
- Manoli (Paloma Montero). Amiga de Juani del poble. Van muntar juntes un negoci, i per això Juani va deixar una temporada la casa dels Martín. Al final li va demostrar que no era una vertadera amiga i fins i tot va intentar seduir Poli.